# Melanichneumon gymnogonus
Melanichneumon gymnogonus là một loài tò vò trong họ Ichneumonidae.